# 컬쳐캐피탈
컬쳐캐피탈(Culture Capital)은 2014년 설립되었으며, 2022년 한국에 정식 런칭한 CFD 트레이딩 플랫폼이다.
주요 사업은 금융상품 판매, 인터넷을 이용한 증권 거래 서비스 제공 등이다.
최대 1:500 레버리지로 거래가 가능하다.
컬쳐캐피탈은 두바이를 기반으로, 영국, 홍콩, 베트남 등 전세계 국가에 지사를 보유하고 있으며,
NFA 미(美)선물업협회의 높은 법적 규제를 준수하고 있다. SVG 라이센스를 취득한 CFD 증권사이다. 
메타트레이더 5 메인라벨을 취득한 증권사이다. 

## MTR
MTR 은 컬쳐캐피탈의 인터넷 금융상품매매프로그램(HTS)이다.
윈도우 환경의 PC에서 주로 쓰이나 현재 안드로이드와 애플 아이폰 애플리케이션으로도 서비스를 제공중이다.

## 메타트레이더 5
메타트레이더 5는 컬쳐캐피탈의 금융상품매매프로그램(HTS)이다.
윈도우 환경의 PC에서 주로 쓰이나 현재 안드로이드와 애플 아이폰 애플리케이션으로도 서비스를 제공중이다.
MT5는 전작인 메타트레이더 4(MT4)보다 더욱 향상된 기능과 빠른 처리 속도를 제공하며, 특히 금융 시장 분석 기능이 대폭 강화된 것이 특징이다.

## 특징
- 컬쳐캐피탈(영어: Culture Capital)은 모든 고객의 자산을 최고의 신뢰도와 높은 안전성을 자랑하는 영국, 일본과 같은 금융 선진국들의 은행에 예치 즉시 회사 자산과는 분리되어 안전하게 관리된다.
- Match-Trade Technologies 사와 정식 계약을 맺어 트레이딩뷰를 지원하는 MTR 플랫폼을 제공중이다.
- metaquotes software 사와 정식 계약을 맺어 메타트레이더 5 플랫폼을 제공중이다.
- 최소 증거금 1만원으로 시작이 가능하며, 0.01 소수점 계약 서비스를 제공중이다.
- 신규 가입 시 100$에 해당하는 증거금 지원 혜택을 제공중이다.
- 차트 교육 자료 등을 받아볼 수 있으며, 다양한 이벤트 혜택을 적용 받을 수 있다.
- 300$ 이상 입금 시 횟수 상관 없이 30%에 해당하는 증거금 지원 혜택을 받을 수 있다.
- 결제대행사와 단독 계약하여 전자지갑 사용을 통해 입금 수수료가 없으며, 출금 수수료는 금액 상관 없이 500원만 부과되는 서비스를 제공중이다.
- 서비스 이용 도중 천재지변, 플랫폼 오류 발생 시 로그를 정밀 분석을 통해 모든 보상이 이루어진다.

## 제품 및 서비스
컬쳐캐피탈은 다양한 자산 클래스에서 다양한 금융 상품을 제공한다.
- 외환 - 주요 메이저 및 마이너 등 다양한 통화 쌍을 지원한다.
- 상품 - 금과 은과 같은 대표 귀금속 및 석유와 천연가스 등의 에너지 상품 및 각종 농산물 및 가공 식품 등을 포함한다.
- 암호화폐 - 대표적인 비트코인. 이더리움, 리플 등 인기 있는 암호 화폐에 투자할 수 있다.
- 주식 - 전 세계에서 인기 있는 주요 주식 상품으로 증권 거래소에 상장되어 있는 다양한 글로벌 주식을 제공한다.
- 지수 - 나스닥, 항셍, 다우 지수를 포함하며 기타 지역의 주요 지수 상품을 포함한다.

## 보도 자료
- CCL(컬쳐캐피탈 라이선스), '2023 소비자 평가대상' 해외선물 부문 수상
- CCL(컬쳐캐피탈 라이선스), `2023 한국브랜드평가대상` 해외선물 부문 2관왕 수상
- 컬쳐캐피탈, 유니세프에 1천만원 기부
- 컬쳐캐피탈, 에티오피아 유아교육 환경 개선 위해 2천만원 기부
- 2024 KBS N 브랜드 어워즈 '해외선물서비스' 부분 수상
- 2024 컬쳐캐피탈, 파리생제르맹 스폰서쉽 체결
- 컬쳐캐피탈, 영남권 산불 피해 복구 위해 2천만원 기부
- 메타쿼츠와 공식 파트너십 체결, MT5 메인라벨 취득

## 규제 및 준수
FX / CFD 거래는 고위험이 존재하는 파생상품 이므로 신중한 접근이 필요하다. 투자를 처음 접한다면 높은 확률로 돈을 잃을 수 있으므로 주의가 필요하다. 투자를 진행하다 원금 손실이 0-100%까지 발생할 수 있다.